# Dzmitry Kandratsenia
Dzmitry Kandratsenia est un joueur biélorusse de volley-ball, né le 3 novembre 1985. Il mesure 1,90 m et joue libero.

## Clubs
| Club         | Pays   | De        | À         |
| ------------ | ------ | --------- | --------- |
| GFCO Ajaccio | France | 2008-2009 | 2009-2010 |